# Schrozberg
Schrozberg est une ville de Bade-Wurtemberg (Allemagne), située dans l'arrondissement de Schwäbisch Hall, dans la région de Heilbronn-Franconie, dans le district de Stuttgart. D'autres localités dépendant de Schrozberg, comme l'ancienne ville princière de Bartenstein, Ettenhausen, Leuzendorf, Riedbach, Schmalfelden et Spielbach.

## Personnalités liées à la ville
- Louis Aloÿs de Hohenlohe-Waldenbourg-Bartenstein (1765-1829), général autrichien, puis maréchal et pair de France, né à Bartenstein.
- Johann Baptist von Keller (1774-1845), évêque de Rottenburg mort à Bartenstein.
- Charles-Thomas de Löwenstein-Wertheim-Rosenberg (1783-1849), officier autrichien né à Bartenstein.